# Overblijvend vlas
Overblijvend vlas (Linum perenne) is een plant uit de vlasfamilie. Het is een Europese soort die ook als sierplant wordt gebruikt.

## Etymologie en naamgeving
- Synoniemen: Adenolinum perenne (L.) Rchb., Linum perenne var. perenne, Linum sibiricum DC.
- Engels: Perennial flax, blue flax, lint
- Frans: Lin vivace
- Duits: Ausdauernder Lein

De botanische naam Linum is afkomstig van het Latijnse 'linum' (draad of linnen). De soortaanduiding perenne is afgeleid van het het Latijnse perennis (voortdurend) en verwijst naar het feit dat de plant overblijvend is, in tegenstelling tot het gewone vlas.

## Kenmerken
Overblijvend vlas is een overblijvende, hemikryptofyte, kruidachtige plant, 30 tot 60 cm hoog. De stengel is onderaan gebogen, hogerop rechtopstaand. Er is geen bladrozet. De stengelbladeren zijn spiraalvormig ingeplant, 1 tot 2,5 mm breed en tot 2,5 cm lang, zittend, lijnvormig, één- tot drienervig, met een licht ruwe bladrand.
De bloemen staan verspreid op de stengel in een ijle tuil. Er zijn meestal meer dan tien bloemen op een stengel. De binnenste kelkbladen zijn tot 5 mm lang, stomp met een kleine spits en membraneuze randen, de buitenste iets korter en smaller. De vijf licht- tot helblauwe kroonbladen zijn 9 tot 12 mm breed en 15 tot 20 mm lang en overlappen elkaar niet. De meeldraden zijn ongeveer 4,5 mm lang, blauw gekleurd met witte helmknopen. De stijl is ongeveer 6 mm lang. De vruchtsteel buigt naar beneden. De vruchtjes zijn bol- tot eivormig en tot 7 mm lang.
De bloeitijd is van juni tot juli, maar kan zelfs tot oktober voortduren.

## Habitat, verspreiding en voorkomen
Overblijvend vlas geeft de voorkeur aan zonnige, droge standplaatsen op humusrijke, zandige en stenige bodems en op löss, voornamelijk op graslanden en lichte dennenbossen, tot op een hoogte van 400 m. Het is een kensoort voor de plantengemeenschap-associatie Cirsio-Brachypodion.
Hij komt verspreid voor in Europa, van Frankrijk tot Roemenië, en in West-Siberië. In Duitsland en Oostenrijk is hij zeer zeldzaam.
Hij wordt wel eens als tuinplant aangeplant vanwege de mooie bloemen, en kan dan ook verwilderd gevonden worden.
... · 
L. alpinum · 
L. austriacum (Oostenrijks vlas) · 
L. bienne (Tweejarig vlas) · 
L. catharticum (Geelhartje) · 
L. leonii (Frans vlas) · 
L. narbonense · 
L. perenne (Overblijvend vlas) · 
L. suffruticosum · 
L. tenuifolium (Smal vlas) · 
L. trigynum · 
L. usitatissimum (Vlas) · 
L. viscosum (Kleverig vlas) · 
...